# Laccophilus vermiculosus
Laccophilus vermiculosus là một loài bọ cánh cứng trong họ Bọ nước. Loài này được Gerstaecker miêu tả khoa học năm 1867.